# مشكلة التعاطف المزدوج

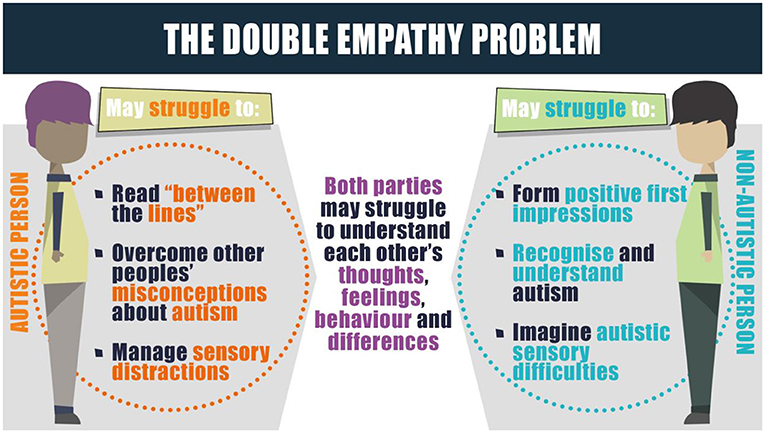
صورة تصور مشكلة التعاطف المزدوج

مشكلة التعاطف المزدوج هي نظرية نفسية، صاغها في عام 2012 باحث التوحد داميان ميلتون،  والتي تقترح أن الصعوبات الاجتماعية والتواصلية الموجودة في الأشخاص المصابين بالتوحد عند التواصل الاجتماعي مع الأشخاص غير المصابين بالتوحد ترجع في الواقع إلى نقص متبادل في الفهم والاختلافات ثنائية الاتجاه في أسلوب الاتصال، والخصائص المعرفية الاجتماعية، والخبرات بين المصابين بالتوحد والأشخاص غير المصابين بالتوحد، ولكن ليس بالضرورة نقصًا متأصلًا، لأن معظم المصابين بالتوحد قادرون على التواصل الاجتماعي والتواصل والتعاطف بشكل جيد مع معظم المصابين بالتوحد. لذلك تتحدى النظرية بشكل أساسي كلاً من المفهوم الشائع بأن المهارات الاجتماعية للأشخاص المصابين بالتوحد معطلة بطبيعتها، والنظرية، التي طورها البروفيسور سيمون بارون كوين، ولكن منذ ذلك الحين متنازع عليها، أن التعاطف ونظرية العقل تتأثران عمومًا بالمتوحدين، وهو أمر مشكوك فيه تجريبياً مع العديد من التكرارات الفاشلة والنتائج المختلطة. في بودكاست في ديسمبر 2020، وفي وقت لاحق أيضًا في مقال في مايو 2022، اعترف سايمون بارون كوهين بشكل إيجابي بنظرية التعاطف المزدوج والنتائج الأخيرة التي تدعمها.
منذ عام 2015، كان هناك عدد متزايد من الدراسات البحثية، بما في ذلك الدراسات التجريبية والبحث النوعي ودراسات التفاعل الاجتماعي الواقعية التي تدعم هذه النظرية وتبدو النتائج متسقة.

## تاريخ
خلصت الدراسات المبكرة حول التوحد فيما يتعلق بنظرية العقل والتعاطف إلى أن نقص نظرية العقل كان أحد الأعراض الأساسية للتوحد. كانت أكثر هذه الدراسات شيوعًا هي الدراسات التي أجراها سايمون بارون كوين في الثمانينيات والتسعينيات من القرن الماضي، والذي استخدم مصطلح " عمى العقل" لوصف نظريته.
في أوائل القرن الحادي والعشرين، بدأ الأكاديميون يقترحون أن بعض الدراسات الخاصة باختبارات نظرية العقل قد تكون قد أساءت تفسير الأشخاص المصابين بالتوحد الذين يواجهون صعوبة في فهم الأنماط العصبية على أنها صعوبة اجتماعية متأصلة في الأفراد المصابين بالتوحد. يبدو من الأرجح أن الأشخاص المصابين بالتوحد يواجهون على وجه التحديد مشكلة في فهم الأنماط العصبية، بسبب الاختلافات العصبية بين المجموعات.

## دراسات التوافق العصبي
أظهرت الدراسات التي استخدمت أزواج التوحد والتوحد لاختبار العلاقة الشخصية وفعالية التواصل لدى البالغين أن البالغين المصابين بالتوحد يؤدون بشكل أفضل في العلاقات الشخصية وفعالية الاتصال عند إقرانهم مع البالغين الآخرين المصابين بالتوحد، وقد يكون هناك علاقة أعلى في تفاعلات التوحد والتوحد أكثر من تلك الموجودة في تلك الموجودة بين الأشخاص المصابين بالتوحد والنمط العصبي، وأن الأشخاص المصابين بالتوحد قد يكونون قادرين على فهم أفكار ودوافع بعضهم البعض والتنبؤ بها بشكل أفضل من الأشخاص الذين يعانون من النمط العصبي  وكذلك أفراد الأسرة المقربين من المصابين بالتوحد.
يميل الأفراد المصابون بالتوحد إلى فهم ضعيف للأشخاص المصابين بالتوحد، تمامًا كما قد يكون لدى الأشخاص المصابين بالتوحد فهم ضعيف للأشخاص غير المصابين بالتوحد. من المحتمل أن يفهم الأشخاص المصابون بالتوحد الأشخاص غير المصابين بالتوحد بدرجة أعلى من العكس، وذلك بسبب تكرار الإخفاء - أي تقليل سمات الفرد و / أو شخصيته للتوحد بشكل أفضل في مجتمع غير مصاب بالتوحد. يبدأ الإخفاء في سن مبكرة لتجنب التنمر، وهي تجربة شائعة للأطفال والبالغين المصابين بالتوحد.
يعتمد مفهوم التوحد عادة على استخدام القواعد والمنطق ويمكن تعديله من خلال الاختلافات في التفكير. إذا كان الأشخاص المصابون بالتوحد فقراء بطبيعتهم في التواصل الاجتماعي، فإن التفاعل بين زوج من المصابين بالتوحد سيكون منطقيًا أكثر من صراع بين شخص مصاب بالتوحد ونمط عصبي. يناقض هذا البحث الافتراضات الشائعة حول المصابين بالتوحد في مجالات علم النفس والطب النفسي .
أظهرت دراسة أجريت عام 2018 أن الأشخاص المصابين بالتوحد أكثر عرضة لتجسيد الكائن،  مما يشير إلى أن التعاطف مع التوحد قد لا يكون أكثر تعقيدًا فحسب، بل قد يكون أيضًا أكثر شمولاً، على عكس الاعتقاد السائد بأن الأشخاص المصابين بالتوحد يفتقرون إلى التعاطف.

## وجهة نظر تجاه التوحد
أظهر العديد من حركة حقوق التوحد دعمهم لمفهوم التعاطف المزدوج، وقد جادلوا بأن الدراسات السابقة التي أجريت على نظرية العقل في التوحد قد عملت على وصم المصابين بالتوحد،  إلقاء اللوم على سوء الفهم المتوحد والنمط العصبي فقط على المصابين بالتوحد،  ونزع الطابع الإنساني الأشخاص الذين يعانون من التوحد من خلال تصويرهم على أنهم غير متعاطفين.
وصف داميان ميلتون الاعتقاد بأن المصابين بالتوحد يفتقرون إلى نظرية العقل باعتباره أسطورة مماثلة للنظرية التي فقدت مصداقيتها الآن بأن اللقاحات تسبب التوحد .